# Новоіванківська сільська рада
| Новоіванківська сільська рада — колишній орган місцевого самоврядування у Новомиколаївському районі Запорізької області з адміністративним центром у с. Новоіванківка. Історична дата утворення: в 1943 році. Сільській раді підпорядковані населені пункти: - с. Новоіванківка - с. Богунівка - с. Вільне - с. Граничне - с. Дудникове - с. Каштанівка - с. Олексіївка - с. Петропавлівське |

## Склад ради
Рада складається з 12 депутатів та голови.

### Керівний склад ради
| ПІБ                            | Основні відомості                                                                 | Дата обрання | Дата звільнення |
| ------------------------------ | --------------------------------------------------------------------------------- | ------------ | --------------- |
| Журавко Юрій Михайлович        | Сільський голова, 1953 року народження, освіта, член Комуністичної партії України | 26.03.2006   | 31.10.2010      |
| Іващенко Олександр Миколайович | Сільський голова, 1960 року народження, освіта вища, член Партії регіонів         | 31.10.2010   |                 |

Примітка: таблиця складена за даними джерела